# Primer lord del Almirantazgo
El primer lord del Almirantazgo (en inglés: First Lord of the Admiralty) —primero de Inglaterra y luego de Gran Bretaña y Reino Unido— era el presidente de la Junta del Almirantazgo, el departamento del Gobierno que administraba la Marina Real hasta 1964. El cargo de Primer Lord del Almirantazgo existió desde 1628 hasta 1964, cuando fue abolido debido a que el Almirantazgo, el Ministerio del Aire, el Ministerio de Defensa y la Oficina de Guerra se fusionaron para formar el nuevo Ministerio de Defensa. Su equivalente actual es el secretario de Estado para la Defensa.

## Historia
El cargo de almirante de Inglaterra (Admiral of England) fue creado en el siglo XV. El cargo era generalmente conocido como «lord gran almirante» (Lord High Admiral), y recaía en una única persona perteneciente a la nobleza de Inglaterra. En 1628, Carlos I creó la Junta del Almirantazgo (Board of Admiralty) y, con ella, el cargo de primer lord del Almirantazgo como presidente de la Junta. Entre 1628 y 1709, el cargo existió de una de estas dos maneras, según existiese en cada momento una Junta del Almirantazgo. A partir de 1709, la existencia de la Junta fue casi permanente (el último lord gran almirante fue el futuro rey Guillermo IV, entre 1827 y 1828, antes de su ascenso al trono en 1830).
Usualmente a quienes eran investidos en este cargo, se le otorgaba el tratamiento de sir y opcionalmente el título nobiliario de conde o vizconde.
La Junta del Almirantazgo estaba formada por una serie de lores comisarios, que eran en todo caso una mezcla de almirantes (naval lords o sea lords) y civiles (civil lords), generalmente políticos. El presidente de la Junta, primer lord del Almirantazgo, era miembro del Gobierno del Reino Unido. Desde 1806, el cargo ha recaído siempre en un civil, mientras que el principal cargo puramente militar pasó a llamarse primer lord del Mar (First Sea Lord), nombre que aún conserva.
En 1964, el Almirantazgo fue integrado en el Ministerio de Defensa. El 1 de abril de ese año se abolió la Junta de Almirantes y el cargo de lord gran almirante recayó de nuevo en la Corona (en la persona de Isabel II del Reino Unido). La reina lo ostenta hasta 2011, año en el que lo cede a su esposo, el duque de Edimburgo, como regalo en su noventa cumpleaños.  El título fue ostentado por  el duque de Edimburgo  hasta su fallecimiento  el 9 de abril  de 2021 . Actualmente  el  título  se revirtió a la Corona, dado que el Almirantazgo sigue bajo el Ministerio de Defensa. No obstante, continúan existiendo los cargos de vicealmirante (Vice-Admiral of the United Kingdom) y contraalmirante (Rear-Admiral of the United Kingdom).

## Listado de lores grandes almirantes y primeros lores del Almirantazgo
Se marcan con (*) las personas que han ocupado el cargo bajo la denominación Lord High Admiral.

### Lores grandes almirantes de Inglaterra, 1413-1628
- Tomás Beaufort (*), 1413-1426.
- Juan de Lancaster, 1º Duque de Bedford (*), 1426-1435.
- John Holland (*), 1435-1447.
- Guillermo de la Pole (*), 1447-1450.
- Henry Holland (*), 1450-1461.
- William Neville (*), 1462-1462.
- Ricardo III de Inglaterra (*), 1462-1470.
- Ricardo Neville (*), 1470-1471.
- Ricardo III de Inglaterra (*), 1471-1483.
- John Howard, 1º duque de Norfolk (*), 1483-1485.
- John de Vere, 13º conde de Oxford (*), 1485-1513.
- Edward Howard (*), 1513-1513.
- Thomas Howard (*), 1513-1525.
- Henry Fitzroy (*), 1525-1536.
- William FitzWilliam (*), 1536-1540.
- John Russell (*), 1540-1542.
- Edward Seymour (*), 1542-1543.
- John Dudley (*), 1543-1547.
- Thomas Seymour (*), 1547-1549.
- John Dudley (*), 1549-1550.
- Edward Clinton (*), 1550-1554.
- William Howard (*), 1554-1558.
- Edward Clinton (*), 1558-1585.
- Charles Howard (*), 1585-1619.
- George Villiers (*), 1619-1628.

### Lores grandes almirantes y primeros lores del Almirantazgo de Inglaterra, 1628-1708
- Richard Weston, 1628-1635.
- Robert Bertie, 1635-1636.
- William Juxon, 1636-1638.
- Algernon Percy (*), 1638-1643.
- Francis Cottington, 1643-1646.
- Vacante, 1646-1660.
- Jacobo II de Inglaterra (*), 1660-1673.
- Carlos II de Inglaterra (*), 1673-1673.
- Ruperto del Rin (*), 1673-1679.
- Henry Capell, 1679-1681.
- Daniel Finch, 1681-1684.
- Carlos II de Inglaterra (*), 1684-1685.
- Jacobo II de Inglaterra (*), 1685-1688.
- Guillermo III de Inglaterra (*), 1689-1689.
- Arthur Herbert, 1689-1690.
- Thomas Herbert, 1690-1692.
- Charles Cornwallis, 1692-1693.
- Anthony Cary, 1693-1694.
- Edward Russell, 1694-1699.
- John Egerton, 1699-1701.
- Thomas Herbert (*), 1701-1702.
- Jorge de Dinamarca (*), 1702-1708.

### Lores grandes almirantes de Gran Bretaña, 1708-1709
- Ana I de Gran Bretaña (*), 1708-1708.
- Thomas Herbert (*), 1708-1709.

### Primeros lores del Almirantazgo de Gran Bretaña, 1709-1801
- Edward Russell, 1709-1710.
- John Leake, 1710-1712.
- Thomas Wentworth, 1712-1714.
- Edward Russell, 1714-1717.
- James Berkeley, 1717-1727.
- George Byng, 1727-1733.
- Charles Wager, 1733-1742.
- Daniel Finch, 1742-1744.
- John Russell, 1744-1748.
- John Montagu, 1748-1751.
- Lord Anson 1751-1756
- Richard Grenville-Temple, 1756-1757.
- Daniel Finch, 1757-1757.
- George Anson (almirante), 1757-1762.
- George Montagu-Dunk, 1762-1762.
- George Grenville, 1762-1763.
- John Montagu, 1763-1763.
- John Perceval, 1763-1766.
- Charles Saunders, 1766-1766.
- Edward Hawke, 1766-1771.
- John Montagu, 1771-1782.
- Augustus Keppel, 1782-1783.
- Richard Howe, 1783-1783.
- Augustus Keppel, 1783-1783.
- Richard Howe, 1783-1788.
- John Pitt, 1788-1794.
- George Spencer, 1794-1801.

### Primeros lores del Almirantazgo del Reino Unido, 1801-1900
- John Jervis, 1º Conde de San Vicente, 1801-1804.
- Henry Dundas, 1º Vizconde de Melville, 1804-1805.
- Lord Barham, 1º Barón de Barham, 1805-1806.
- Charles Grey, Vizconde de Howick, 1806-1806.
- Thomas Grenville, 1806-1807.
- Lord Mulgrave, 1º Conde de Mulgrave, 1807-1810.
- Charles Philip Yorke, 1810-1812.
- Robert Dundas, 2º Vizconde de Melville, 1812-1827.
- Guillermo IV del Reino Unido, Duque de Clarence (*), 1827-1828.
- Robert Dundas, 2º Vizconde de Melville, 1828-1830.
- Sir James Graham, 2º Baronet, 1830-1834.
- Lord Auckland, 1º Conde de Auckland, 1834-1834.
- Thomas de Grey, 2º Conde de De Grey, 1834-1835.
- Lord Auckland, 1º Conde de Auckland, 1835-1835.
- Gilbert Elliot-Murray-Kynynmound, 2º Conde de Minto, 1835-1841.
- Thomas Hamilton, 9º Conde de Haddington, 1841-1846.
- Edward Law, 1º Conde de Ellenborough, 1846-1846.
- Lord Auckland, 1º Conde de Auckland, 1846-1849.
- Sir Francis Baring, Baronet 1849-1852.
- Algernon Percy, 4º Duque de Northumberland, 1852-1852.
- James Graham, 1852-1855.
- Sir Charles Wood, Baronet, 1855-1858.
- Sir John Pakington, Baronet, 1858-1859.
- Edward Seymour, 12º Duque de Somerset 1859-1866.
- Sir John Pakington, Baronet, 1866-1867.
- Henry Lowry-Corry, 1867-1868.
- Hugh Childers, 1868-1871.
- George Goschen, 1º Vizconde Goschen, 1871-1874.
- George Ward Hunt, 1874-1877.
- William Henry Smith, 1877-1880.
- Thomas Baring, 1º Conde de Northbrook, 1880-1885.
- George Hamilton, 1885-1886.
- George Robinson, 1º Marqués de Ripon, 1886-1886.
- George Hamilton, 1886-1892.
- John Spencer, 1892-1895.
- George Goschen, 1º Vizconde Goschen, 1895-1900.

### Primeros lores del Almirantazgo del Reino Unido, 1900-1964
- William Palmer, 2º Conde de Selborne, 1900-1904.
- Frederick Campbell, 3º Conde Cawdor, 1905-1905.
- Lord Tweedmouth, 2º Barón Tweedmouth, 1905-1908.
- Reginald McKenna, 1908-1911.
- John Arbuthnot Fisher (*), 1904-1910.
- Sir Winston Churchill, 1911-1914.
- John Arbuthnot Fisher, 1914-1915.
- Arthur Balfour, 1915-1916.
- Sir Edward Carson, 1916-1917.
- Sir Eric Geddes, 1917-1919.
- Walter Long, 1919-1921.
- Arthur Lee|Lord Lee de Fareham, 1º Vizconde Lee de Fareham, 1921-1922.
- Leo Amery 1922-1924.
- Frederic Thesiger, 1º Vizconde Chelmsford, 1924-1924.
- William Bridgeman, 1924-1929.
- A. V. Alexander, 1929-1931.
- Sir Austen Chamberlain, 1931-1931.
- Bolton Eyres-Monsell, 1º Vizconde Monsell, 1931-1936.
- Sir Samuel Hoare, Baronet, 1936-1937.
- Duff Cooper, 1937-1938.
- James Stanhope, 7º Conde Stanhope, 1938-1939.
- Sir Winston Churchill, 1939-1940.
- A. V. Alexander, 1940-1945.
- Brendan Bracken, 1945-1945.
- A. V. Alexander, 1945-1946.
- George Henry Hall, 1946-1951.
- Lord Pakenham, 7º Conde de Longford, 1951-1951.
- James Thomas, 1º Vizconde Cilcennin 1951-1956.
- Quintin Hogg, 2º Vizconde Hailsham, 1956-1957.
- George Douglas-Hamilton, 10º Conde de Selkirk, 1957-1959.
- Lord Carrington, 6º Barón Carrington, 1959-1963.
- George Jellicoe, 2º Conde Jellicoe, 1963-1964.

### Lores grandes almirantes del Reino Unido, desde 1964
- Isabel II del Reino Unido (*), 1964-2011.[3]
- Felipe de Edimburgo (*),  2011- 2021[3]
- Isabel II del Reino Unido (*), 2021 - 2022

El fallecimiento del príncipe Felipe de Edimburgo revirtió el título a la Corona, el 9 de abril de 2021.